# Conandron ramondioides
Conandron ramondioides ist die einzige Art der monotypischen Pflanzengattung Conandron innerhalb der Familie der Gesneriengewächse (Gesneriaceae).

## Beschreibung

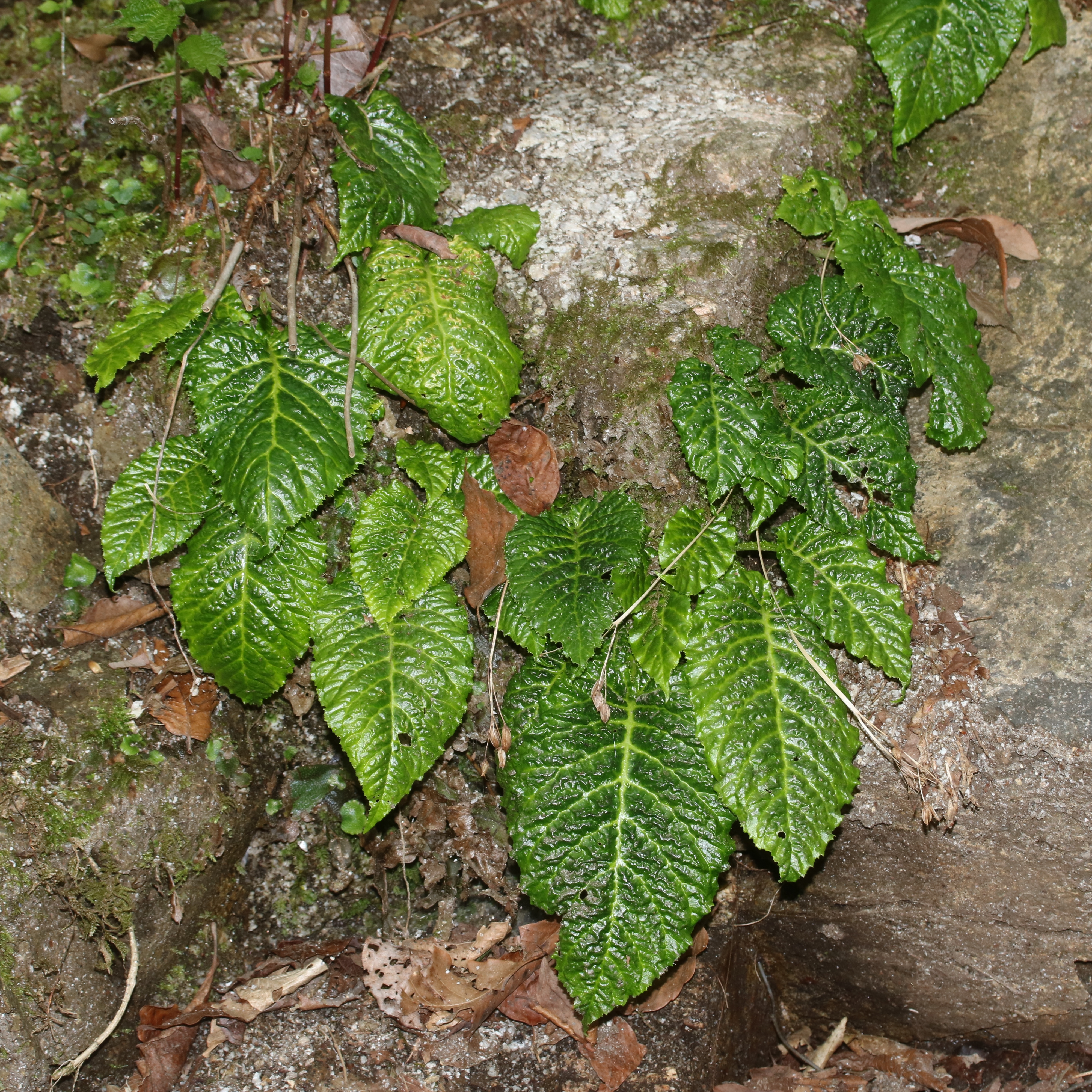
Habitus und Laubblätter im Habitat

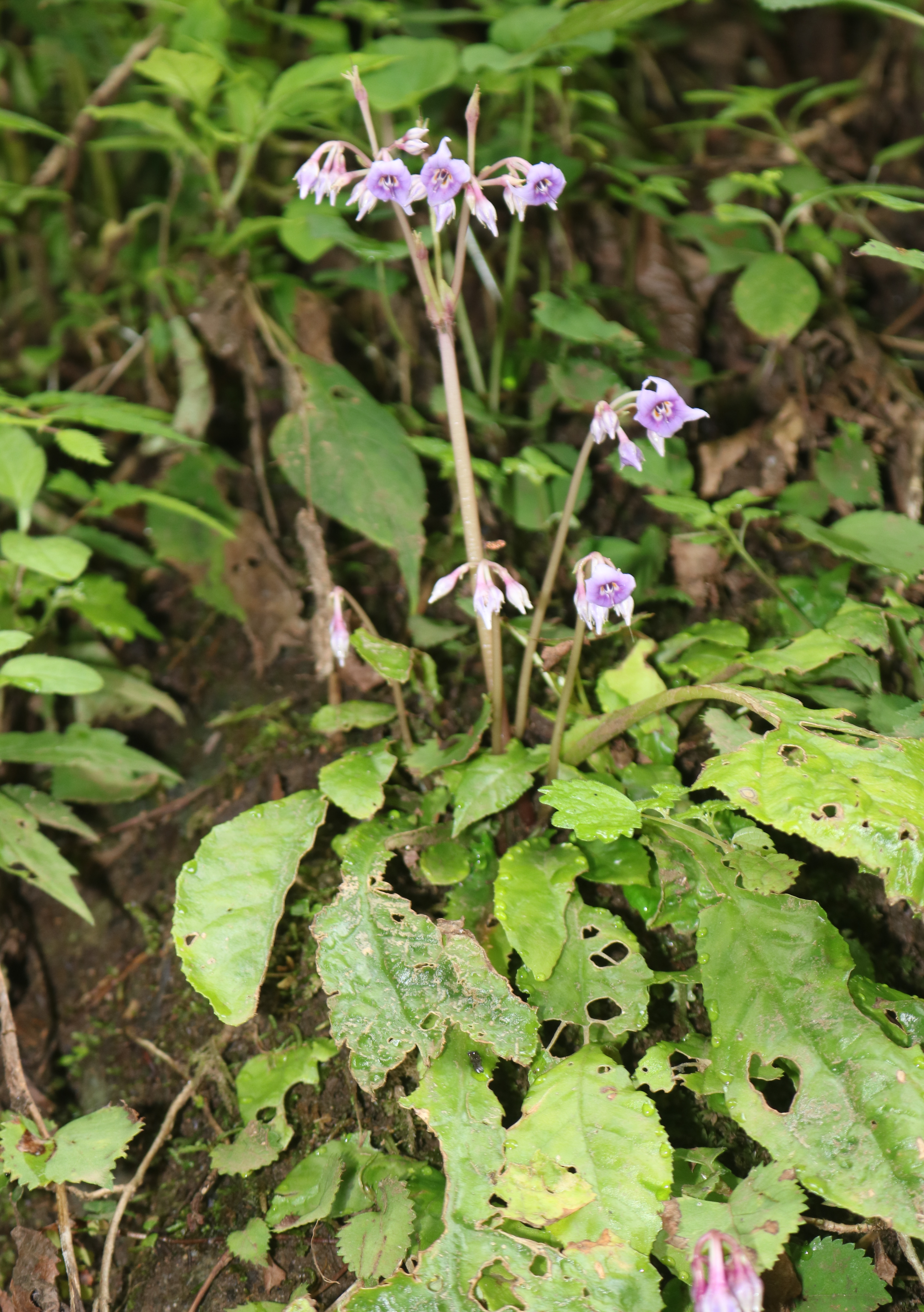
Habitus, Laubblätter und Blütenstände

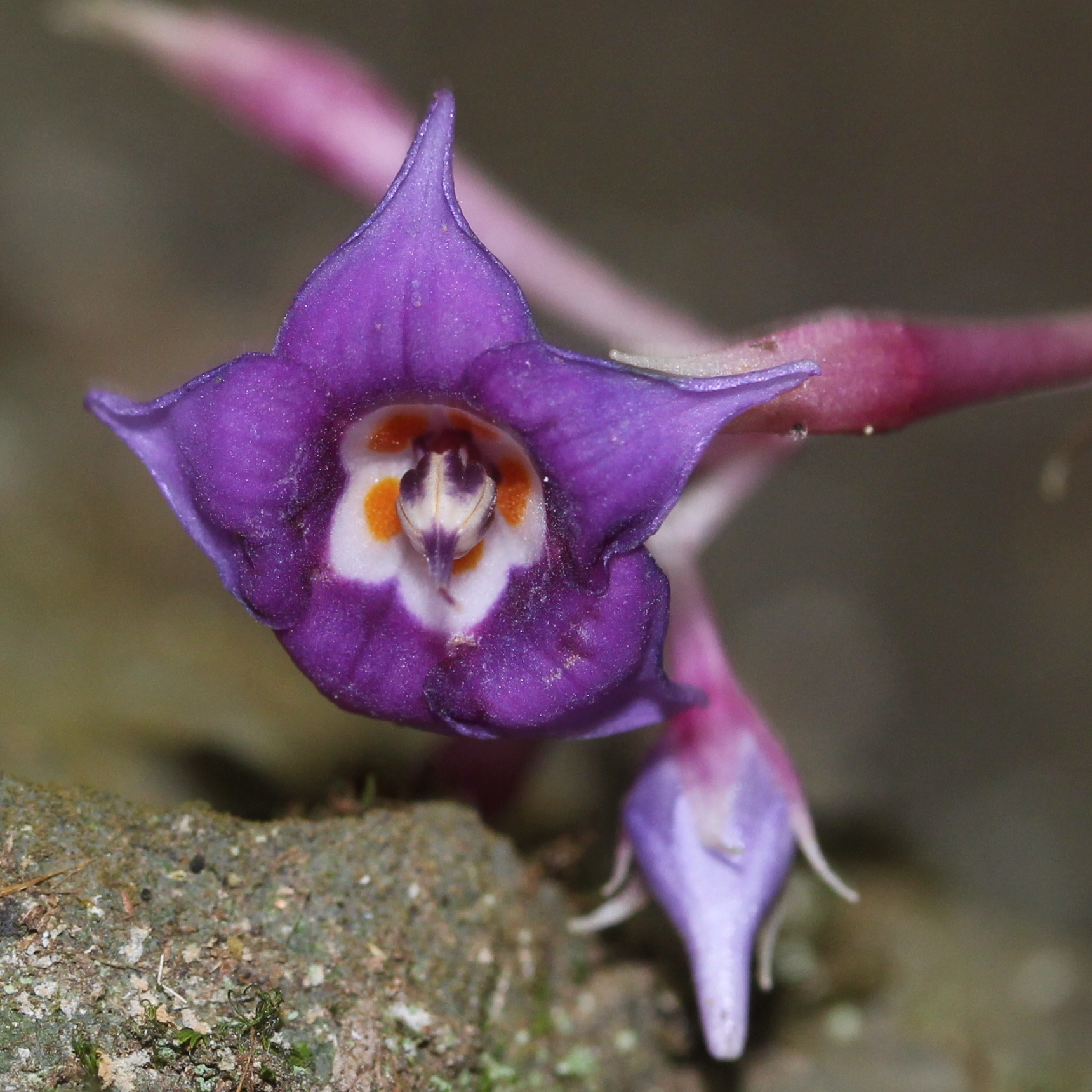
Radiärsymmetrische Blüte mit den fünf Kronblättern und Blütenknospe an der die Kelchblätter zu sehen sind

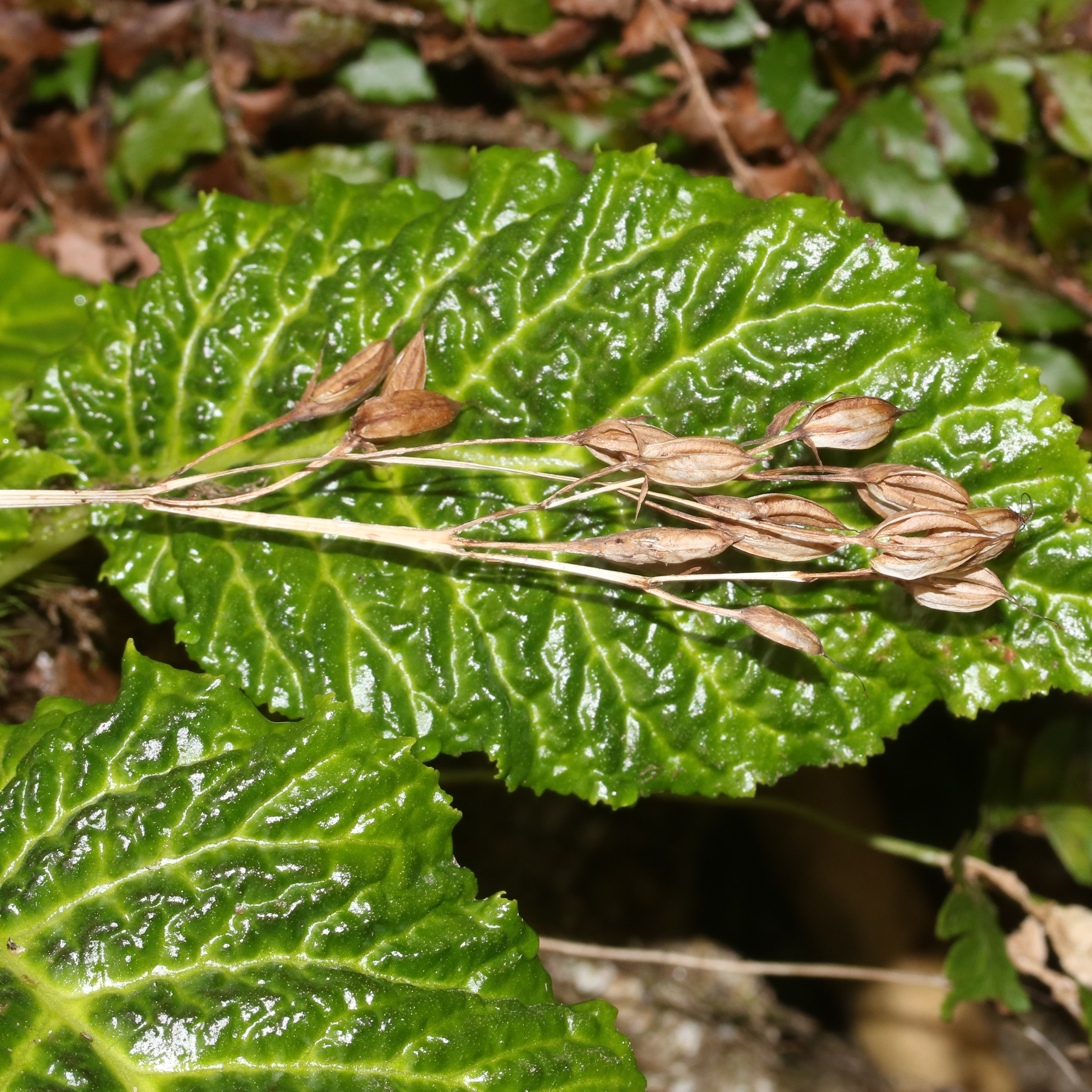
Laubblatt und Kapselfrüchte

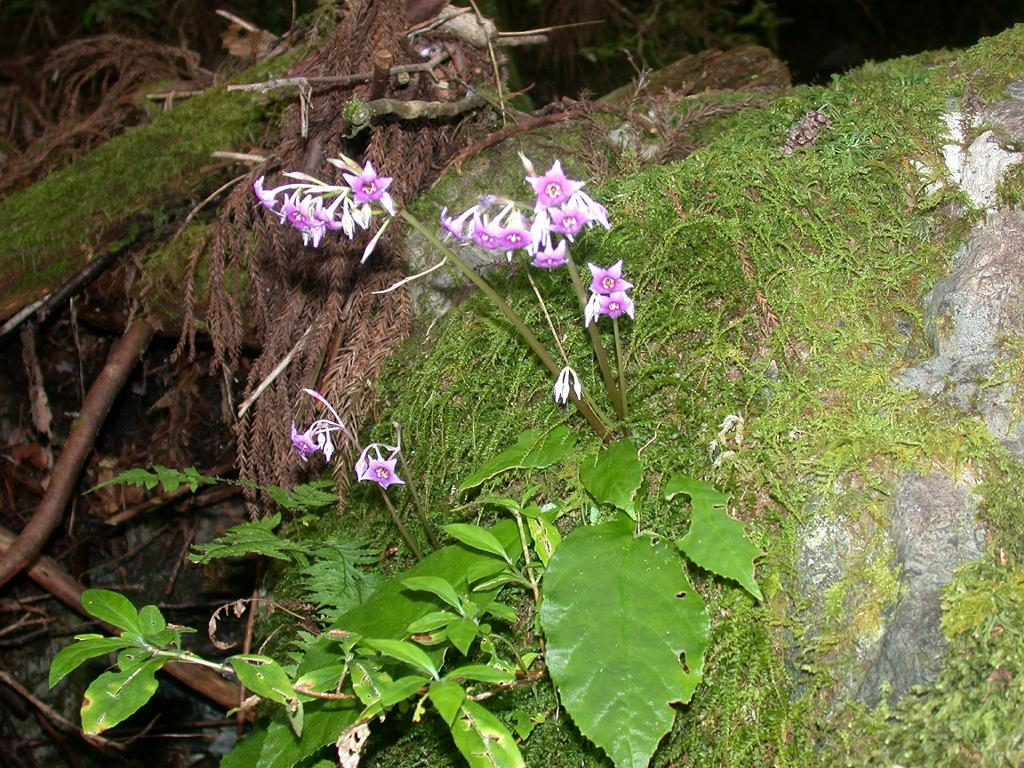
Habitus im Habitat

### Erscheinungsbild und Blatt
Conandron ramondioides wächst terrestrisch oder lithophytisch als immergrüne ausdauernde, krautige Pflanze. Sie bildet ein Rhizom aus. Ein Stängel ist nicht erkennbar.
Die ein bis wenigen Laubblätter sind grundständig sowie wechselständig angeordnet und in Blattstiel sowie Blattspreite gegliedert. Der kahle Blattstiel ist selten 0,4 bis, meist 4 bis 19 Millimeter lang. Die einfache Blattspreite ist bei einer Länge von selten 3 bis, meist 18 bis 24 Zentimetern sowie einer Breite von selten 2 bis, meist 4,5 bis 14,5 Zentimetern schmal-elliptisch bis fast kreisförmig mit manchmal schiefer breit-keilförmiger, gestutzter bis herzförmiger Spreitenbasis, die in den Blattstiel herabläuft und meist bespitztem, selten spitzem oberen Ende. Der Blattrand ist mehr oder weniger unregelmäßig gezähnt. Beide Blattseiten sind kahl oder an der Spreitenbasis drüsig-flaumig behaart (Indument). Auch die Blattstielflügel sind gezähnt. Es gibt acht oder elf Seitennerven auf jeder Seite des Mittelnerves.

### Blütenstand und Blüte
Die Blütezeit liegt im September. Der seitenständige, selten 3 bis, meist 9 bis 15 Zentimeter lange Blütenstandsschaft verkahlt. Im zymösen Blütenstand befinden sich locker angeordnet wenige bis viele (3 bis 23) Blüten. Die zwei gegenständigen Tragblätter sind bei einer Länge von 2 bis 4, selten bis zu 10 Millimetern linealisch bis schmal-elliptisch.
Die zwittrigen Blüten sind radiärsymmetrisch und fünfzählig mit doppelter Blütenhülle. Die fünf gleichen Kelchblätter sind nur an ihrer Basis verwachsen. Die freien Bereiche der Kelchblätter sind bei einer Länge von 3 bis 7 Millimetern schmal-dreieckig bis schmal-lanzettlich. Die fünf purpurfarbenen, innen und außen kahlen Kronblätter sind zu einer glockenförmigen, radiärsymmetrischen Blütenkrone verwachsen, die einen Durchmesser von 1 bis 1,8 Zentimeter aufweist. Die in keinem Bereich verbreiterte Kronröhre ist mit einer Länge von nur 2 bis 5 Millimetern etwa halb so lang wie der Kronsaum. Der Kronsaum weist einen Durchmesser von 5 bis 10 Millimetern auf. Die fünf gleichen Kronlappen sind bei einer Länge von 6 bis 8 Millimetern sowie einer Breite von 3 bis 6 Millimetern dreieckig-eiförmig mit spitzen bis gerundeten oder stumpfen oberen Enden.
Es ist ein Kreis mit fünf fertile Staubblätter vorhanden; sie überragen die Kronröhre. Die nahe der Basis der Kronröhre inserierten Staubblätter sind 5 bis 7 Millimeter lang. Die dorsifixen Staubbeutel sind zu einer Röhre verwachsen, die den Griffel umgibt. Die parallelen Theken öffnen sich mit einem Längsschlitz (longitudinal). Die Konnektive enden in langen Ansätzen. Die zapfenförmige Struktur, die die Staubbeutel durch ihre verwachsenen Ränder bilden, und ihre am oberen Ende vorhandenen verlängerten Anhängsel führten zum Gattungsnamen Conandron. Es sind keine Staminodien vorhanden.
Ein Diskus aus Nektardrüsen fehlt. Der spärlich drüsig behaarte Stempel ist 4 bis 5, selten bis zu 9 Millimeter lang. Der oberständige, einkammerige Fruchtknoten ist eiförmig. Die zwei parietalen Plazenten ragen nach innen und sind zweispaltig. Der einfache Griffel ist 3,5 bis 7 Millimeter lang und endet in einer ungeteilten, kugeligen Narbe.
Bei den meisten Gattungen der Gesneriaceae sind die Blüten zygomorph. Mehrmals wurden radiärsymmetrische Blüten entwickelt. Conandron ist eines der gut untersuchten Beispiele. Es konnte gezeigt werden, dass der Verlust der CrCYCs und CrRADs Gene zu dieser Ausbildung führt, die diese Anpassung an die Bestäuber ermöglicht. Die schattigen Standorte führten dazu, dass die Bestäuber der Ausgangsarten nicht mehr zur Verfügung stehen. Dass andere Bestäuber tätig sind, zeigt auch der Verlust des nektarsekretierenden Diskus.

### Frucht und Samen
Die gerade auf dem Fruchtstiel stehende Kapselfrucht ist bei einer Länge von selten 5 bis meist 7 bis 10 Millimetern schlank-ellipsoid bis schlank-eiförmig und etwa 2,5 mal länger als der Kelch. Die Kapselfrucht öffnet sich fachspaltig = lokulizid mit zwei geraden Fruchtklappen, die sich nicht verdrehen.
Die winzigen Samen besitzen keine Anhängsel.

### Phänologie und Chromosomensatz
In China und Taiwan reicht die Blütezeit von Juni bis Juli und die Früchte reifen von Mai bis Oktober.
Die Chromosomenzahl beträgt 2n = 32.

## Vorkommen
Conandron ramondioides kommt in Japan, Taiwan und in den östlichen chinesischen Provinzen südliches Anhui, nördliches Fujian, nordöstliches Jiangxi sowie Zhejiang vor.
Conandron ramondioides gedeiht in China an Felsen an Fließgewässern und an feuchten Felswänden in Wäldern in Höhenlagen von 900 bis 1300 Metern.

## Systematik
Die Gattung Conandron wurde 1843 durch Philipp Franz von Siebold und Joseph Gerhard Zuccarini mit der Erstbeschreibung der Art Conandron ramondioides Siebold & Zucc. in Abhandlungen der Mathematisch-Physikalischen Classe der Königlich Bayerischen Akademie der Wissenschaften, Band 3, Seite 729–731, Tafel 3, Figur E (1–7) aufgestellt. Der botanische Gattungsname Conandron leitet sich vom altgriechischen Wörtern κωνος, kōnos für Zapfen und άνδρών, andrōn für den Teil eines antiken Hauses, in dem Männer separiert von Frauen handeln. Dies bezieht sich darauf, dass die Staubbeutel eine zapfenförmige Struktur bilden, in der ihre Ränder verwachsen sind und am oberen Ende ein verlängertes Anhängsel bilden. Ein Synonym von Conandron ramondioides Siebold & Zucc. ist Conandron ramondioides var. taiwanensis Masam., es gibt keine Subtaxa mehr. Das Epitheton "ramondioides" bedeutet "der Ramondia ähnlich" und bezieht sich auf die Gattung Ramondia.
Conandron ramondioides ist die einzige Art der Gattung Conandron, die zur Tribus Didymocarpeae aus den Didymocarpoiden innerhalb der Familie Gesneriaceae gehört.

## Nutzung
Es gibt einige Sorten von Conandron ramondioides, die als Zierpflanzen verwendet werden.
Die jungen Laubblätter von Conandron ramondioides können gegart gegessen werden, dies erfolgt wohl nur während Hungersnöten.

## Ergänzende Literatur
- Z. Y. Li, Yin‐Zheng Wang: Plants of Gesneriaceae in China. Henan Science and Technology Publishing House, Zhengzhou, 2004//2005, S. 1–721. ISBN 7-5349-3247-5. (= Zhongguo-kuju-taike-zhiwu in Chinesisch)
- G. Kokubugata, C. I. Peng Floral morphology and recognition of varieties in Conandron ramondioides (Gesneriaceae) from Japan and Taiwan. In: Edinburgh Journal of Botany, Volume 61, 2004, S. 21–30. doi:10.1017/S0960428604000034
- Yukinori Miyaichi, Masahiro Ohichi, Kuniko Yaguchi, Yukio Kawata, Haruhisa Kizu: Studies on the constituents of the leaves of Conandron ramondioides. In: Journal of Natural Medicines, Volume 60, Issue 2, 2006, S. 159–160. doi:10.1007/s11418-005-0024-0
- Li‐Hong Xiao Xiao, Yin‐Zheng Wang: Single nucleotide polymorphisms of Gcyc1 (Cycloidea) in Conandron ramondioides (Gesneriaceae) from Southeast China. In: Plant Systematics and Evolution, Volume 269, 2007, S. 145–157. doi:10.1007/s00606-007-0592-4
- Li‐Hong Xiao, Zhi Li, Rui Wang, Yin‐Zheng Wang: Population differentiation and phylogeographic pattern of a relict species, Conandron ramondioides (Gesneriaceae), revealed from sequence polymorphism and haplotypes of the CYCLOIDEA gene. In: Journal of Systematics and Evolution Volume 50, Issue 1, 2012, S. 45–57. doi:10.1111/j.1759-6831.2011.00166.x